# Unione Sovietica ai Giochi della XVI Olimpiade
L'Unione Sovietica ha partecipato ai Giochi della XVI Olimpiade che si sono svolti a Melbourne dal 22 novembre all'8 dicembre 1956 
ed a Stoccolma dall'11 al 17 giugno dello stesso anno (solo per gli eventi equestri) 
con una delegazione di 281 atleti, di cui 39 donne, impegnati in 18 discipline,
aggiudicandosi 37 medaglie d'oro, 29 medaglie d'argento e 32 medaglie di bronzo.

## Medagliere

### Per discipline
| Sport              | Oro | Argento | Bronzo | Totale |
| ------------------ | --- | ------- | ------ | ------ |
| Ginnastica         | 11  | 6       | 6      | 23     |
| Atletica leggera   | 5   | 7       | 10     | 22     |
| Lotta greco-romana | 5   | 1       | 1      | 7      |
| Tiro               | 3   | 4       | 1      | 8      |
| Sollevamento pesi  | 3   | 4       | 0      | 7      |
| Pugilato           | 3   | 1       | 2      | 6      |
| Canoa/kayak        | 2   | 3       | 2      | 7      |
| Canottaggio        | 2   | 1       | 1      | 4      |
| Lotta libera       | 1   | 1       | 4      | 6      |
| Calcio             | 1   | 0       | 0      | 1      |
| Pentathlon moderno | 1   | 0       | 0      | 1      |
| Pallacanestro      | 0   | 1       | 0      | 1      |
| Nuoto              | 0   | 0       | 2      | 2      |
| Scherma            | 0   | 0       | 2      | 2      |
| Pallanuoto         | 0   | 0       | 1      | 1      |
| Totale             | 37  | 29      | 32     | 98     |

### Medaglie
| Medaglia | Atleta                                                                                          | Sport              | Evento                                      |
| -------- | ----------------------------------------------------------------------------------------------- | ------------------ | ------------------------------------------- |
| Oro      | Vladimir Kuc                                                                                    | Atletica leggera   | 5000 metri piani                            |
| Oro      | Vladimir Kuc                                                                                    | Atletica leggera   | 10000 metri piani                           |
| Oro      | Leonid Spirin                                                                                   | Atletica leggera   | Marcia 20 km                                |
| Oro      | Tamara Tyškevič                                                                                 | Atletica leggera   | Getto del peso femminile                    |
| Oro      | Inese Jaunzeme                                                                                  | Atletica leggera   | Lancio del giavellotto femminile            |
| Oro      | Unione Sovietica                                                                                | Calcio             | Torneo maschile                             |
| Oro      | Pavel Charin Gracian Botev                                                                      | Canoa/kayak        | C2 10000 metri maschile                     |
| Oro      | Elizaveta Dement'eva                                                                            | Canoa/kayak        | K1 500 metri femminile                      |
| Oro      | Vjačeslav Ivanov                                                                                | Canottaggio        | Singolo maschile                            |
| Oro      | Aleksandr Berkutov Jurij Tjukalov                                                               | Canottaggio        | Due di coppia maschile                      |
| Oro      | Al'bert Azarjan Boris Šachlin Pavel Stolbov Valentin Muratov Viktor Čukarin Jurij Titov         | Ginnastica         | Concorso a squadre maschile                 |
| Oro      | Viktor Čukarin                                                                                  | Ginnastica         | Concorso individuale maschile               |
| Oro      | Valentin Muratov                                                                                | Ginnastica         | Corpo libero maschile                       |
| Oro      | Valentin Muratov                                                                                | Ginnastica         | Volteggio maschile                          |
| Oro      | Boris Šachlin                                                                                   | Ginnastica         | Cavallo con maniglie                        |
| Oro      | Al'bert Azarjan                                                                                 | Ginnastica         | Anelli                                      |
| Oro      | Viktor Čukarin                                                                                  | Ginnastica         | Parallele simmetriche                       |
| Oro      | Larisa Latynina Lidija Kalinina Ljudmila Egorova Polina Astachova Sof'ja Muratova Tamara Manina | Ginnastica         | Concorso a squadre femminile                |
| Oro      | Larisa Latynina                                                                                 | Ginnastica         | Concorso individuale femminile              |
| Oro      | Larisa Latynina                                                                                 | Ginnastica         | Corpo libero femminile                      |
| Oro      | Larisa Latynina                                                                                 | Ginnastica         | Volteggio femminile                         |
| Oro      | Nikolaj Solov'ëv                                                                                | Lotta greco-romana | Pesi mosca                                  |
| Oro      | Konstantin Vyrupaev                                                                             | Lotta greco-romana | Pesi gallo                                  |
| Oro      | Givi K'art'ozia                                                                                 | Lotta greco-romana | Pesi medi                                   |
| Oro      | Valentin Nikolaev                                                                               | Lotta greco-romana | Pesi medio-massimi                          |
| Oro      | Anatolij Parfënov                                                                               | Lotta greco-romana | Pesi massimi                                |
| Oro      | Mirian Calkalamanidze                                                                           | Lotta libera       | Pesi mosca                                  |
| Oro      | Igor' Novikov Aleksandr Tarasov Ivan Derjugin                                                   | Pentathlon moderno | Gara a squadre                              |
| Oro      | Vladimir Safronov                                                                               | Pugilato           | Pesi piuma                                  |
| Oro      | Vladimir Engibarjan                                                                             | Pugilato           | Pesi superleggeri                           |
| Oro      | Gennadij Šatkov                                                                                 | Pugilato           | Pesi medi                                   |
| Oro      | Igor' Rybak                                                                                     | Sollevamento pesi  | Pesi leggeri                                |
| Oro      | Fëdor Bogdanovskyij                                                                             | Sollevamento pesi  | Pesi medi                                   |
| Oro      | Arkadij Vorob'ëv                                                                                | Sollevamento pesi  | Pesi mediomassimi                           |
| Oro      | Anatolij Bogdanov                                                                               | Tiro               | Carabina 50 metri tre posizioni             |
| Oro      | Vasilij Borisov                                                                                 | Tiro               | Carabina 300 metri tre posizioni            |
| Oro      | Vitalij Romanenko                                                                               | Tiro               | Bersaglio mobile                            |
| Argento  | Leonid Bartenev Boris Tokarev Jurij Konovalov Vladimir Sucharev                                 | Atletica leggera   | Staffetta 4×100 metri maschile              |
| Argento  | Antanas Mikėnas                                                                                 | Atletica leggera   | Marcia 20 km                                |
| Argento  | Evgenij Maskinskov                                                                              | Atletica leggera   | Marcia 50 km                                |
| Argento  | Michail Krivonosov                                                                              | Atletica leggera   | Lancio del martello                         |
| Argento  | Marija Pisareva                                                                                 | Atletica leggera   | Salto in alto femminile                     |
| Argento  | Galina Zybina                                                                                   | Atletica leggera   | Getto del peso femminile                    |
| Argento  | Irina Begljakova                                                                                | Atletica leggera   | Lancio del disco femminile                  |
| Argento  | Pavel Charin Gracian Botev                                                                      | Canoa/kayak        | C2 1000 metri maschile                      |
| Argento  | Igor Pisarev                                                                                    | Canoa/kayak        | K1 1000 metri maschile                      |
| Argento  | Mihhail Kaaleste Anatoly Demitkov                                                               | Canoa/kayak        | K2 1000 metri maschile                      |
| Argento  | Igor Buldakov Viktor Ivanov                                                                     | Canottaggio        | Due senza maschile                          |
| Argento  | Viktor Čukarin                                                                                  | Ginnastica         | Corpo libero maschile                       |
| Argento  | Valentin Muratov                                                                                | Ginnastica         | Anelli                                      |
| Argento  | Jurij Titov                                                                                     | Ginnastica         | Sbarra                                      |
| Argento  | Tamara Manina                                                                                   | Ginnastica         | Volteggio femminile                         |
| Argento  | Larisa Latynina                                                                                 | Ginnastica         | Parallele asimmetriche                      |
| Argento  | Tamara Manina                                                                                   | Ginnastica         | Trave                                       |
| Argento  | Vladimir Maneyev                                                                                | Lotta greco-romana | Pesi welter                                 |
| Argento  | Boris Kulayev                                                                                   | Lotta libera       | Pesi medio-massimi                          |
| Argento  | Unione Sovietica                                                                                | Pallacanestro      | Torneo maschile                             |
| Argento  | Lev Muchin                                                                                      | Pugilato           | Pesi massimi                                |
| Argento  | Vladimir Stogov                                                                                 | Sollevamento pesi  | Pesi gallo                                  |
| Argento  | Evgenij Minaev                                                                                  | Sollevamento pesi  | Pesi piuma                                  |
| Argento  | Ravil' Chabutdinov                                                                              | Sollevamento pesi  | Pesi leggeri                                |
| Argento  | Vasilij Stepanov                                                                                | Sollevamento pesi  | Pesi massimi-leggeri                        |
| Argento  | Yevgeny Cherkasov                                                                               | Tiro               | Pistola 25 metri                            |
| Argento  | Machmud Umarov                                                                                  | Tiro               | Pistola 50 metri                            |
| Argento  | Vasilij Borisov                                                                                 | Tiro               | Carabina 50 metri a terra                   |
| Argento  | Allan Ėrdman                                                                                    | Tiro               | Carabina 300 metri tre posizioni            |
| Bronzo   | Ardalion Ignat'ev                                                                               | Atletica leggera   | 400 metri piani                             |
| Bronzo   | Bruno Junk                                                                                      | Atletica leggera   | Marcia 20 km                                |
| Bronzo   | Igor' Kaškarov                                                                                  | Atletica leggera   | Salto in alto maschile                      |
| Bronzo   | Vitol'd Kreer                                                                                   | Atletica leggera   | Salto triplo                                |
| Bronzo   | Anatolij Samocvetov                                                                             | Atletica leggera   | Lancio del martello                         |
| Bronzo   | Viktor Cybulenko                                                                                | Atletica leggera   | Lancio del giavellotto maschile             |
| Bronzo   | Vasilij Kuznecov                                                                                | Atletica leggera   | Decathlon                                   |
| Bronzo   | Nadežda Dvališvili                                                                              | Atletica leggera   | Salto in lungo femminile                    |
| Bronzo   | Nina Romaškova                                                                                  | Atletica leggera   | Lancio del disco femminile                  |
| Bronzo   | Nadežda Konjaeva                                                                                | Atletica leggera   | Lancio del giavellotto femminile            |
| Bronzo   | Gennady Bukharin                                                                                | Canoa/kayak        | C1 1000 metri maschile                      |
| Bronzo   | Gennady Bukharin                                                                                | Canoa/kayak        | C1 10000 metri maschile                     |
| Bronzo   | Igor Jemchuk Georgij ZIlin Tim. Vladimir Petrov                                                 | Canottaggio        | Due con maschile                            |
| Bronzo   | Jurij Titov                                                                                     | Ginnastica         | Concorso individuale maschile               |
| Bronzo   | Jurij Titov                                                                                     | Ginnastica         | Volteggio maschile                          |
| Bronzo   | Viktor Čukarin                                                                                  | Ginnastica         | Cavallo con maniglie                        |
| Bronzo   | Larisa Latynina Lidija Kalinina Ljudmila Egorova Polina Astachova Sof'ja Muratova Tamara Manina | Ginnastica         | Attrezzi a squadre femminile                |
| Bronzo   | Sof'ja Muratova                                                                                 | Ginnastica         | Concorso individuale femminile              |
| Bronzo   | Sof'ja Muratova                                                                                 | Ginnastica         | Parallele asimmetriche                      |
| Bronzo   | Roman Dzneladze                                                                                 | Lotta greco-romana | Pesi piuma                                  |
| Bronzo   | Mykhailo Shakhov                                                                                | Lotta libera       | Pesi gallo                                  |
| Bronzo   | Alimbeg Bestayev                                                                                | Lotta libera       | Pesi leggeri                                |
| Bronzo   | Vakhtang Balavadze                                                                              | Lotta libera       | Pesi welter                                 |
| Bronzo   | Giorgi Skhirtladze                                                                              | Lotta libera       | Pesi medi                                   |
| Bronzo   | Kharis Yunichev                                                                                 | Nuoto              | 200 metri rana maschili                     |
| Bronzo   | Vitalij Sorokin Vladimir Stružanov Gennadij Nikolaev Boris Nikitin                              | Nuoto              | Staffetta 4x200 metri stile libero maschile |
| Bronzo   | Unione Sovietica                                                                                | Pallanuoto         | Torneo maschile                             |
| Bronzo   | Anatoly Lagetko                                                                                 | Pugilato           | Pesi leggeri                                |
| Bronzo   | Romualdas Murauskas                                                                             | Pugilato           | Pesi mediomassimi                           |
| Bronzo   | Lev Kuznecov                                                                                    | Scherma            | Sciabola individuale maschile               |
| Bronzo   | Lev Kuznecov Jakov Ryl'skij Jevhen Čerepovs'kyj David Tyšler Leonid Bogdanov                    | Scherma            | Sciabola a squadre maschile                 |
| Bronzo   | Vladimir Sevryugin                                                                              | Tiro               | Bersaglio mobile                            |

## Risultati

### Calcio
| Atleta | Classifica |                             |
| --- | --- | --------------------------- |
| V · D · M Nazionale olimpica sovietica · Calcio ai Giochi Olimpici Estivi 1956 1 Jašin · 2 Razinskij · 3 Tiščenko · 4 Bašaškin · 5 Ogon'kov · 6 Kuznecov · 7 Paramonov · 8 Netto · 9 Maslënkin · 10 Beca · 11 Tatušin · 12 Isaev · 13 Simonjan · 14 Sal'nikov · 15 Il'in · 16 Ivanov · 17 Strel'cov · 18 Ryžkin · 19 Beljaev · 20 Porchunov · CT : Kačalin | Oro |                             |
| Nazionale olimpica sovietica · Calcio ai Giochi Olimpici Estivi 1956 | |                             |
| 1 Jašin · 2 Razinskij · 3 Tiščenko · 4 Bašaškin · 5 Ogon'kov · 6 Kuznecov · 7 Paramonov · 8 Netto · 9 Maslënkin · 10 Beca · 11 Tatušin · 12 Isaev · 13 Simonjan · 14 Sal'nikov · 15 Il'in · 16 Ivanov · 17 Strel'cov · 18 Ryžkin · 19 Beljaev · 20 Porchunov · CT: Kačalin                                                                                 | 1 Jašin · 2 Razinskij · 3 Tiščenko · 4 Bašaškin · 5 Ogon'kov · 6 Kuznecov · 7 Paramonov · 8 Netto · 9 Maslënkin · 10 Beca · 11 Tatušin · 12 Isaev · 13 Simonjan · 14 Sal'nikov · 15 Il'in · 16 Ivanov · 17 Strel'cov · 18 Ryžkin · 19 Beljaev · 20 Porchunov · CT: Kačalin | Unione Sovietica (bandiera) |

### Pallacanestro
| Atleta | Classifica |
| --- | ---------- |
| V · D · M Nazionale sovietica - Pallacanestro ai Giochi della XVI Olimpiade 3 Muižnieks · 4 Valdmanis · 5 Torban · 6 Stonkus · 7 Petkevičius · 8 Bočkarëv · 9 Krūmiņš · 10 Semënov · 11 Lauritėnas · 12 Ozerov · 13 Zubkov · 14 Studeneckij · All. Stepan Spandarjan | Argento    |
| Nazionale sovietica - Pallacanestro ai Giochi della XVI Olimpiade |            |
| 3 Muižnieks · 4 Valdmanis · 5 Torban · 6 Stonkus · 7 Petkevičius · 8 Bočkarëv · 9 Krūmiņš · 10 Semënov · 11 Lauritėnas · 12 Ozerov · 13 Zubkov · 14 Studeneckij · All. Stepan Spandarjan                                                                             |            |

### Pallanuoto
| Atleta | Classifica |                             |
| --- | --- | --------------------------- |
| V · D · M Nazionale maschile sovietica di pallanuoto · Giochi olimpici - Melbourne 1956 Gojchman · Prokopov · Šljapin · Kurennoj · Breus · Mshvenieradze · Markarov · Ryžak · Ageev · Gvakharia · Lesin · CT : - | Bronzo |                             |
| Nazionale maschile sovietica di pallanuoto · Giochi olimpici - Melbourne 1956 | |                             |
| Gojchman · Prokopov · Šljapin · Kurennoj · Breus · Mshvenieradze · Markarov · Ryžak · Ageev · Gvakharia · Lesin · CT: -                                                                                          | Gojchman · Prokopov · Šljapin · Kurennoj · Breus · Mshvenieradze · Markarov · Ryžak · Ageev · Gvakharia · Lesin · CT: - | Unione Sovietica (bandiera) |